# 城井鎮房
城井 鎮房（きい しげふさ、別名：宇都宮鎮房）は、戦国時代から安土桃山時代にかけての武将。豊前国の戦国大名。城井氏16代当主。城井谷城主。怪力無双の人物で強弓の使い手であったとも伝わる。

## 生涯
天文5年（1536年）、城井長房の子として誕生。はじめ、貞房を名乗った。
城井氏は、豊前宇都宮氏とも言う。父・城井長房が本家筋の下野宇都宮氏の内紛への介入に熱心であったため、領国の管理を早くから任されていたという。最初は大内義隆に属していたが、義隆が陶隆房の謀反で殺されると、豊前国に支配権を確立した大友義鎮（後の宗麟）に服属。正室に義鎮の妹を娶り、義鎮から一字拝領し、鎮房と名を改めた。しかし、大友氏の勢力が天正6年（1578年）の耳川の戦い以降衰退すると（耳川の戦いには城井勢も参戦していた）、今度は薩摩国の島津義久に属するという巧みな処世術を見せている。
天正14年（1586年）より始まる豊臣秀吉の九州征伐によって、鎮房も秀吉に従うこととなったが、自身は病気と称して出陣せず、息子の朝房に僅かな手勢を任せただけで秀吉の不信を招く。天正15年（1587年）、秀吉は鎮房に伊予国への移封と、安国寺恵瓊を通じて、鎮房が所持する藤原定家の『小倉色紙』の引渡しを命じた。父祖伝来の地に固執し、家宝を守りたい鎮房はそれに反発し朱印状の受け取りを拒否し秀吉の怒りを買い、新たに豊前6郡の領主となった黒田孝高と不穏な空気が流れることとなった。鎮房の心情を良く知る毛利勝信は、鎮房に一度、城井谷城を出て、その後に秀吉への嘆願を行うことを提案し、鎮房は城井谷城を明け渡した。しかしたび重なる腹背に業を煮やした秀吉は頑として城井氏の本領安堵を拒否。鎮房はついに決断し、同年10月、城井谷城を急襲して奪回し、籠城して豊臣軍を迎え撃つこととなった。
地の利のある鎮房はゲリラ作戦により、攻撃してきた黒田長政が率いる豊臣軍を撃退した（岩丸山の戦い）。天険の要塞である城井谷城攻略に苦戦した孝高は付け城を築いて兵站を断つ持久戦をとり、他の国人勢力を攻め下していった。勝敗は決し12月下旬、本領安堵と鎮房の13歳になる娘・鶴姫を人質とする事を条件に、鎮房は降伏を受け入れた。
しかしながら長政は城井一族の過去のたび重なる腹背に鑑み懐柔の困難を判断し、将来的な禍根を一機に絶つ決心をする。
天正16年（1588年）4月20日、鎮房は長政の招きにより中津城へ向かったが、孝高が長政に授けた謀略により、合元寺に家臣団は留め置かれ、わずかな共の者と城に入った鎮房は酒宴の席で謀殺された。享年53。同行していた小姓・松田小吉は、京町筋で討死し、合元寺に留め置かれた家臣団も黒田勢との斬り合いの末、全員が討ち取られた。また、鎮房の父・長房も城井谷城に攻め寄せた黒田勢に殺害された。嫡男の朝房は肥後国人一揆鎮圧のために黒田孝高と同行して出陣中であった肥後国で孝高に暗殺された。4月22日、鶴姫は長政によって13人の侍女と共に、山国川の畔、広津の千本松河原で磔にされ殺害された。しかし、懐妊していた朝房の妻・竜子が逃げ延びて男子（宇都宮朝末）を産み、その孫の宇都宮信隆（高房）が越前松平家に召抱えられて、城井氏の血脈はかろうじて保たれた。また、鎮房の弟の弥次郎が島津家臣となり、そこで子孫を残している。

## 逸話
- 鶴姫が磔の刑に処されたとされる千本松河原（築上郡吉富町小犬丸）には、後に鶴姫の霊を祀る宇賀神社が創建された。明治40年（1907年）に貴船神社と合祀されて宇賀貴船神社となる。また、文化9年（1812年）に中津藩で大規模な一揆が起こった際、藩主・奥平昌高はこれを鶴姫の祟りと恐れ、追善供養塔として「醍醐経一字一石塔」を建立した。この塔は宇賀貴船神社に現存する。
- 中津城下の合元寺に控えていた城井家臣の家老・渡辺右京進らは、鎮房暗殺時にことごとく討死した。合元寺の赤壁は寺名とともに道教思想に由来するとの説もあるが、地元では「何度塗り替えても城井家臣の血痕が白壁に浮かぶため、赤色にした」と伝承された。
- 城井氏には古くから伝わる「艾蓬（）の射法」という秘法があった。神功皇后が三韓征伐で用い、中臣氏がこれを承け継ぎ、宇都宮信房の遠祖である関白・藤原道兼に伝授され、その子孫の宇都宮家に伝えられた。吉凶の占いや、邪気を払い、また戦勝祈願に用いられる弓術儀式で、代々一子相伝の掟が守られて、当主以外は執行することができなかった。後に秀吉は朝鮮出兵の際、故事にあやかりこの儀式を行おうとしたが、詳細を知る者はいなかった。城井一族の滅亡により、艾蓬の射法が断絶したことを知らされた秀吉は、深く悔やんだといわれている。
- 当時、茶道の普及と共に流行していた抹茶を好まず、煎茶を好んだ。城下の住民にも茶の栽培を積極的に勧めたとされ、その名残はみやこ町犀川地区の名産品「帆柱茶」として残る。

## 鎮房の亡霊と祟り
- 鎮房の死後、中津城に鎮房の亡霊が出没し、長政は恐れおののいたという。孝高は戦国の世とはいえ、勇将であった鎮房を謀略で殺害したことを悔い、中津城内に城井神社を創建し、その霊を祀っている。後に黒田氏の居城となった福岡城にも創建されている。
- 孝高の来孫で長政の玄孫にあたる筑前福岡藩の第6代藩主・黒田継高は、晩年に長男・黒田重政、三男・黒田長経と2人の次期当主となりうる男子を相次いで亡くし、更に重政の1男2女（男子某、女子、屋世姫）も夭折し、孝高、長政以来の黒田本家の血統は断絶した。また、その後も福岡藩の藩主は、第7代・黒田治之、第8代・黒田治高、第9代・黒田斉隆が後嗣を定めぬまま死去。第10代・黒田斉清は2人の男子が夭折し晩年には失明、第11代・黒田長溥は3人の男子が夭折と、後継者問題に見舞われ続けた。黒田騒動や廃藩置県直前の黒田長知の知藩事罷免、さらには城井一族謀殺に協力した加藤家改易も含めて報いもしくは祟りだと噂された。
- 城井谷では、鎮房を慕う住民が命日に城跡に集って野ばらを地に刺して、黒田家を呪い続けたという伝承がある。中津出身の福澤諭吉から聞いたとして、福本日南が著書『黒田如水』で紹介している。

## 関連作品
小説
- 高橋直樹「城井氏一族の殉節」『戦国繚乱』（文春文庫、2004年刊）ISBN 9784167629045
- 宇都宮泰長『戦国武将・城井鎮房』（鵬和出版、1997年）ISBN 4892820547

マンガ
- 屋代尚宣『黒田官兵衛と宇都宮鎮房』（梓書院、2014年）ISBN 9784870355156

映画
- 乞食大将（1952年〈製作は1945年〉、大映、演：羅門光三郎）
- 乞食大将（1964年、大映、演：城健三朗）

テレビドラマ
- 軍師官兵衛（2014年、NHK大河ドラマ、演：村田雄浩）